# Port lotniczy Lincang
Port lotniczy Lincang (IATA: LNJ, ICAO: ZPLC) – port lotniczy położony w Lincang, w prowincji Junnan, w Chińskiej Republice Ludowej.

## Linie lotnicze i połączenia
| Linia Lotnicza         | Kierunek                                     |
| ---------------------- | -------------------------------------------- |
| China Eastern Airlines | 1. Pekin-Daxing 2. Chengdu-Tianfu 3. Kunming |